# Finella pupoides

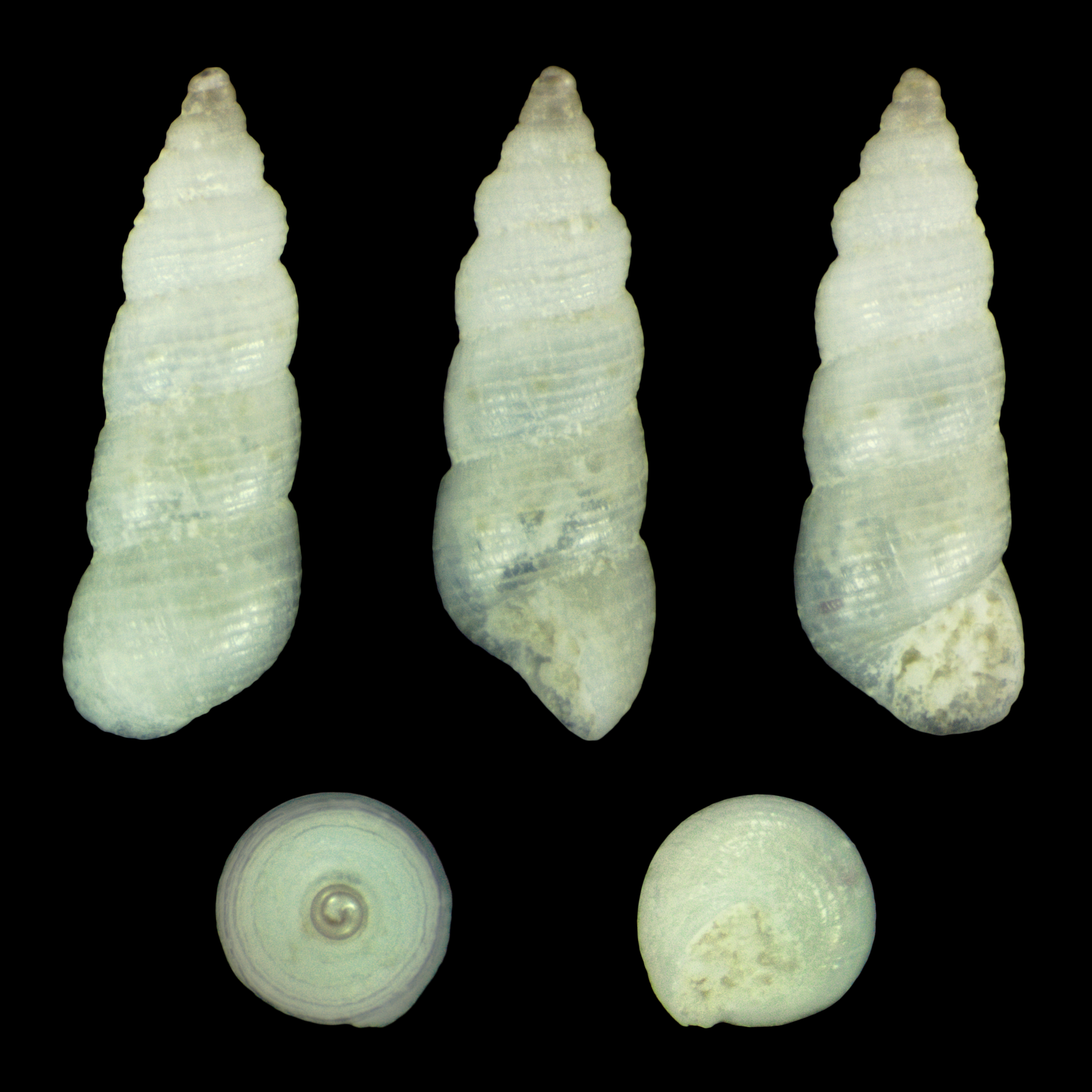
Slanke vorm

Finella pupoides is een slakkensoort uit de familie van de Scaliolidae. De wetenschappelijke naam van de soort is voor het eerst geldig gepubliceerd in 1860 door Adams A..